# Фламандский жестовый язык
Фламандский жестовый язык (нидерл. Vlaamse Gebarentaal или VGT) — наиболее распространённый во Фландрии жестовый язык. Официально признан фламандским сообществом. Примерное количество носителей — 6000 человек.
Фламандский жестовый язык не является адаптацией фламандского (нидерландского) языка. Фламандский жестовый язык является полноценным самостоятельным языком со своим словарным запасом и грамматикой.

## Диалекты
Существует пять диалектов фламандского жестового языка, ареал распространения которых примерно совпадает с границами фламандских провинций.

## Официальное признание
Декрет об официальном признании фламандского языка жестов был единогласно принят фламандским парламентом 26 апреля 2006 года. Катализатором этого решения была петиция, собравшая 71330 подписей.